# Licia Albanese
Licia Albanese (* 22. Juli 1909 in Bari; † 15. August 2014 in New York) war eine italoamerikanische Opernsängerin (Sopran) und Gründerin der Licia Albanese-Puccini Foundation.

## Leben
Im Jahr 1934 debütierte Licia Albanese am Teatro alla Scala in Mailand in Puccinis Madama Butterfly, einer ihrer lebenslangen Paraderollen. Bevor sie nach Amerika ging, feierte sie große Erfolge in Italien, Frankreich und England. Seit 1940 war sie regelmäßiger Gast an der Metropolitan Opera in New York City und 1945 nahm sie die US-amerikanische Staatsbürgerschaft an. Berühmtheit erlangte sie durch Tonaufnahmen mit Beniamino Gigli und Arturo Toscanini. Im Jahr 1975 gründete Albanese die Licia Albanese-Puccini Foundation, um junge Künstler und Sänger zu fördern.

## Auszeichnungen
- Hollywood Walk of Fame
- 1995 National Medal of Arts